# Ildiko Paczova
Ildiko Paczova (3 augustus 1968) is een voormalig wielrenster uit Tsjecho-Slowakije.
In de eerste editie van de Ronde van Thüringen behaalde Paczova een tweede plaats achter haar landgenote Hanna Chmelarova.
In 1990 won ze het algemeen klassement van de Czech Tour (Krasna Lipa Tour Feminine) en in 1991 zegevierde ze wederom. Dat jaar won ze ook de Gracia Orlová.
In 1993 reed ze naar de derde plaats in het algemeen klassement van de Emakumeen Bira, een Baskische meerdaagse wedstrijd. Ook won ze de eerste etappe en het B gedeelte van de tweede etappe. In 1993 werd ze eveneens Slovaaks nationaal kampioene op de weg.